# Chatschatur Abowjan

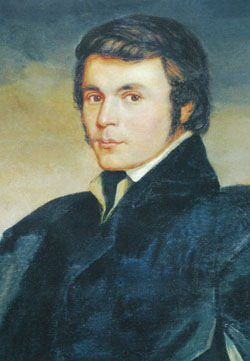
Chatschatur Abowjan

Chatschatur Abowjan, (armenisch Խաչատուր Աբովյան; * 15. Oktober 1809 in Kanaker bei Jerewan, Khanat Jerewan, heute Armenien; † am oder nach dem 14. April 1848; in abweichender englischer Transkription Khachatur Abovian auch Abovyan) ist der Vater der modernen armenischen Literatur.

## Leben
Chatschatur Abowjan wurde 1809 im Dorf Kanaker geboren, heute ein Vorort Jerewans, der armenischen Hauptstadt. Seine Erziehung erhielt er in Etschmiadsin (1819–1822) und an der Nersisian-Schule in Tbilissi (1824–1826). 1828 erlebte Abowjan die Eroberung Jerewans durch russische Truppen. Im darauffolgenden Jahr arbeitete Abowjan als Übersetzer und Sekretär am Katholikat der Armenischen Apostolischen Kirche zu Etschmiadsin. 1829 nahm er als Führer und Dolmetscher an der Erstbesteigung des Berges Ararat durch Friedrich Parrot (1792–1841) teil. Friedrich Parrot war kaiserlich-russischer Staatsrat und  Professor für Naturphilosophie an der Universität Dorpat (heute Tartu, Estland). Er organisierte für Abowjan ein staatliches Stipendium für die Universität Dorpat, die damals von deutschen Wissenschaftlern dominiert wurde.
In den Kaukasus zurückgekehrt, nahm Abowjan eine Stelle als Schulinspektor des Schuldistrikts von Tiflis an (1837–1843). Diese Position nahm er auch in Jerewan wahr, wo er im März 1843 entlassen wurde und unter mysteriösen Umständen am 2. April 1848 verschwand. Es gab den Verdacht, dass ihn die zaristische Geheimpolizei ermorden ließ. Ihm zu Ehren trägt die Stadt Abowjan seit 1963 seinen Namen. Auch die prominenteste Straße im Zentrum Jerewans ist nach ihm benannt.

## Werk
Chatschatur Abowjan gilt als Begründer der modernen armenischen Literatur. Er war der erste Schriftsteller, der auf neuostarmenisch schrieb, während bis dahin Literatur auf altarmenisch geschrieben wurde, das nur die gebildete Oberschicht verstand. Abowjan schrieb 1841 den ersten armenischen Roman (Armeniens Leiden, Վէրք Հայաստանի, 1858 postum veröffentlicht) und als erster Literatur speziell für Kinder in armenischer Sprache. Der Roman spielt zur Zeit des Russisch-Persischen Krieges 1826–1828.
Abowjan übersetzte unter anderem Werke von Homer, Friedrich Schiller, Johann Wolfgang von Goethe, Nikolai Michailowitsch Karamsin und Iwan Andrejewitsch Krylow ins Armenische.

## Ehrungen

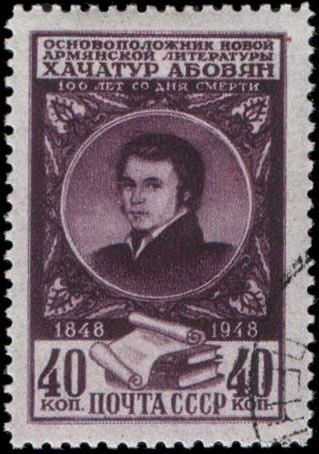
Abowjan auf einer sowjetischen Briefmarke (1948)

Die sowjetische Post gab anlässlich des 100. Todestages von Abowjan 1948 eine Sondermarke heraus.